# Sympycnus setifemoratus
Sympycnus setifemoratus är en tvåvingeart som beskrevs av Octave Parent 1932. Sympycnus setifemoratus ingår i släktet Sympycnus och familjen styltflugor. Inga underarter finns listade i Catalogue of Life.